# Hengwiller
Ne doit pas être confondu avec Hangviller en Moselle
Hengwiller (Hengweiler en allemand) est une commune française située dans la circonscription administrative du Bas-Rhin et, depuis le 1er janvier 2021, dans le territoire de la Collectivité européenne d'Alsace, en région Grand Est.
Cette commune se trouve dans la région historique et culturelle d'Alsace.

## Géographie

### Localisation
Traversée par la route départementale 117 qui dessert Dimbsthal à l'est et Rheinhardsmunster à l'ouest, la commune se trouve à 5 km de la D 1004 (ex-RN 4).
Le ban communal a la forme d'un rectangle orienté sud-ouest / nord-est d'une largeur de 2,2 km sur 1,2 km, bordé au nord par le Dorrenbach qui se jette, via le Mosselbach, dans la Zorn au niveau de Dettwiller, et au nord-est par la colline du Tannenberg. Le village est à une altitude moyenne de 290 m.

### Communes limitrophes
Le paysage est composé essentiellement de prairies et de vergers qui représentent 80 % du territoire.
| Reinhardsmunster      |            | Marmoutier |
|                       | Hengwiller | Dimbsthal  |
| Wangenbourg-Engenthal | Birkenwald |            |

### Hydrographie
La commune est dans le bassin versant du Rhin au sein du bassin Rhin-Meuse. Elle est drainée par la Mossel et le ruisseau Winkelbach,.
La Mossel, d'une longueur totale de 21,2 km, prend sa source dans la commune de Dabo et se jette  dans la Zorn à Dettwiller, après avoir traversé douze communes.

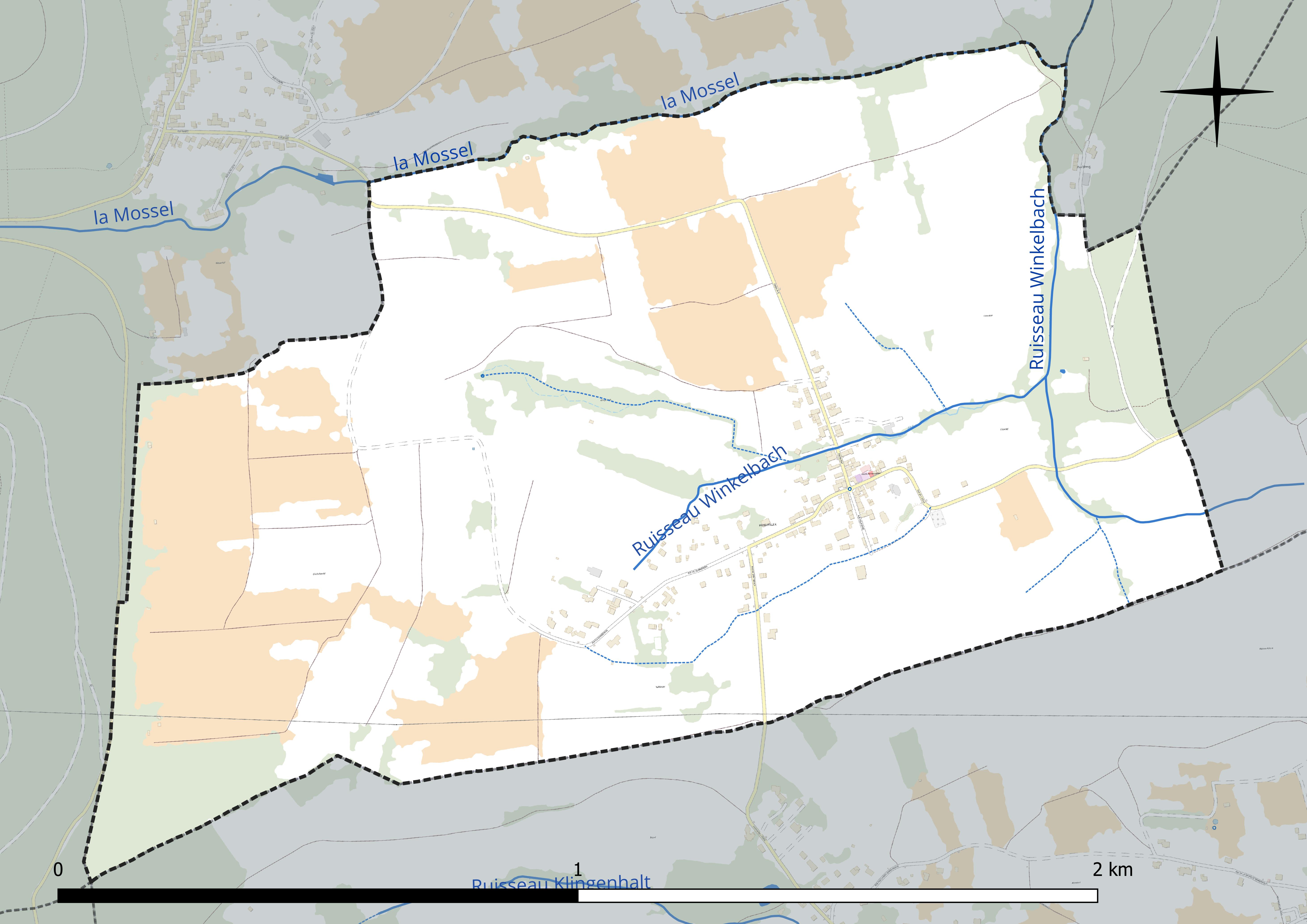
Réseau hydrographique de Hengwiller.

### Climat
Pour des articles plus généraux, voir Climat du Grand Est et Climat du Bas-Rhin.
En 2010, le climat de la commune est de type climat des marges montargnardes, selon une étude du Centre national de la recherche scientifique s'appuyant sur une série de données couvrant la période 1971-2000. En 2020, Météo-France publie une typologie des climats de la France métropolitaine dans laquelle la commune est exposée à un climat semi-continental et est dans la région climatique  Vosges, caractérisée par une pluviométrie très élevée (1 500 à 2 000 mm/an) en toutes saisons et un hiver rude (moins de 1 °C).
Pour la période 1971-2000, la température annuelle moyenne est de 9,8 °C, avec une amplitude thermique annuelle de 17,3 °C. Le cumul annuel moyen de précipitations est de 856 mm, avec 11 jours de précipitations en janvier et 10,7 jours en juillet. Pour la période 1991-2020, la température moyenne annuelle observée sur la station météorologique de Météo-France la plus proche, « Wangenbourg_sapc », sur la commune de Wangenbourg-Engenthal à 5 km à vol d'oiseau, est de 9,9 °C et le cumul annuel moyen de précipitations est de 1 131,8 mm. 
La température maximale relevée sur cette station est de 36,4 °C, atteinte le 25 juillet 2019 ; la température minimale est de −16,9 °C, atteinte le 7 février 2012,,.
Les paramètres climatiques de la commune ont été estimés pour le milieu du siècle (2041-2070) selon différents scénarios d'émission de gaz à effet de serre à partir des nouvelles projections climatiques de référence DRIAS-2020. Ils sont consultables sur un site dédié publié par Météo-France en novembre 2022.

## Urbanisme

### Typologie
Au 1er janvier 2024, Hengwiller est catégorisée commune rurale à habitat dispersé, selon la nouvelle grille communale de densité à sept niveaux définie par l'Insee en 2022.
Elle est située hors unité urbaine. Par ailleurs la commune fait partie de l'aire d'attraction de Strasbourg (partie française), dont elle est une commune de la couronne,. Cette aire, qui regroupe 268 communes, est catégorisée dans les aires de 700 000 habitants ou plus (hors Paris),.

### Occupation des sols
L'occupation des sols de la commune, telle qu'elle ressort de la base de données européenne d’occupation biophysique des sols Corine Land Cover (CLC), est marquée par l'importance des territoires agricoles (94,4 % en 2018), une proportion identique à celle de 1990 (94,4 %). La répartition détaillée en 2018 est la suivante : zones agricoles hétérogènes (53 %), cultures permanentes (41,3 %), forêts (5,6 %). L'évolution de l’occupation des sols de la commune et de ses infrastructures peut être observée sur les différentes représentations cartographiques du territoire : la carte de Cassini (XVIIIe siècle), la carte d'état-major (1820-1866) et les cartes ou photos aériennes de l'IGN pour la période actuelle (1950 à aujourd'hui).

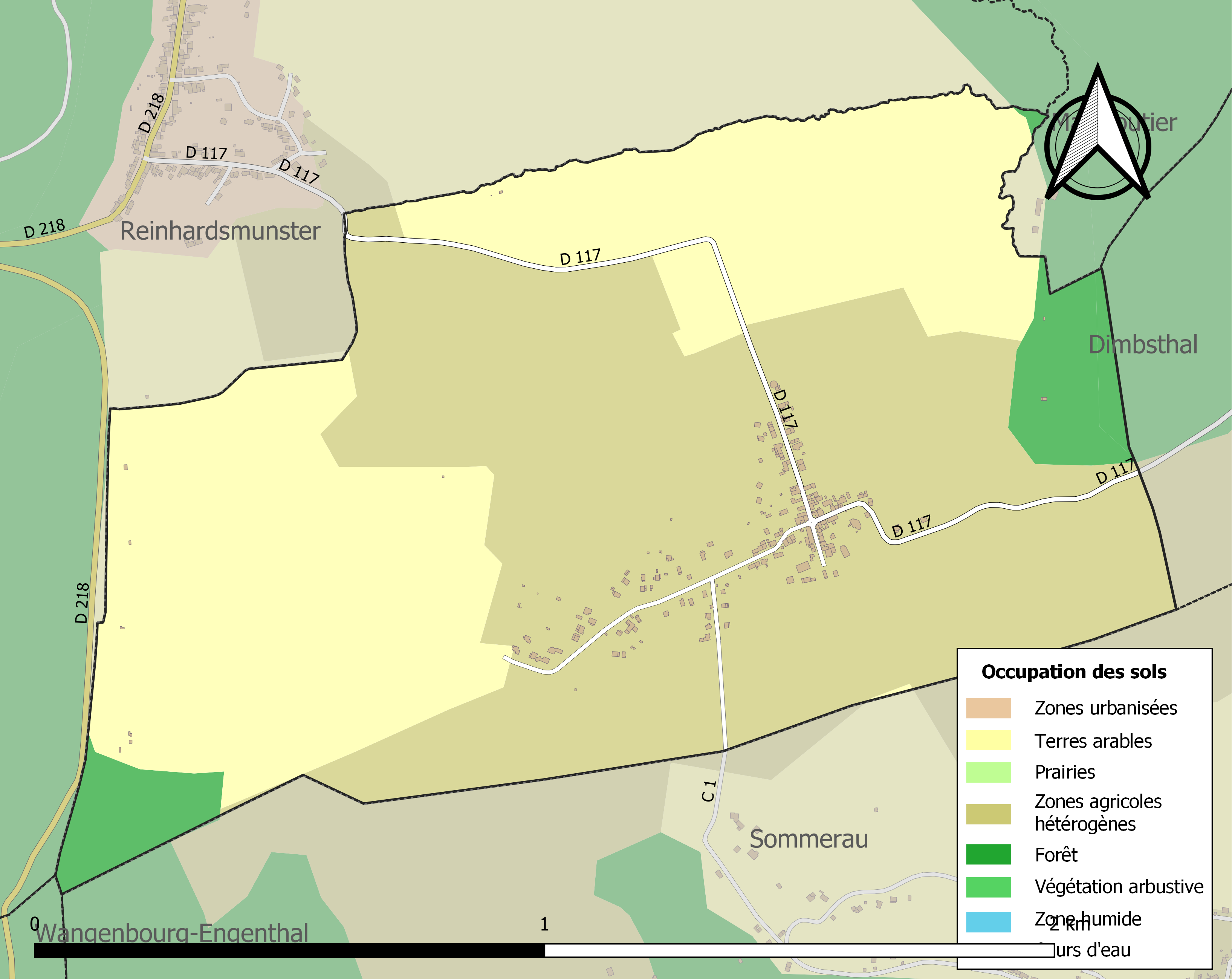
Carte des infrastructures et de l'occupation des sols de la commune en 2018 (CLC).

## Toponymie
- Le germanique bûr « habitation » a été tardivement remplacé par willer « ferme, village ».
- Hemmingesbûra (Xe siècle), Hemmingesburen (XIIe siècle), Hengebur (1294), Hengwiller (1584), Hengweiler (1793)[16].

## Politique et administration

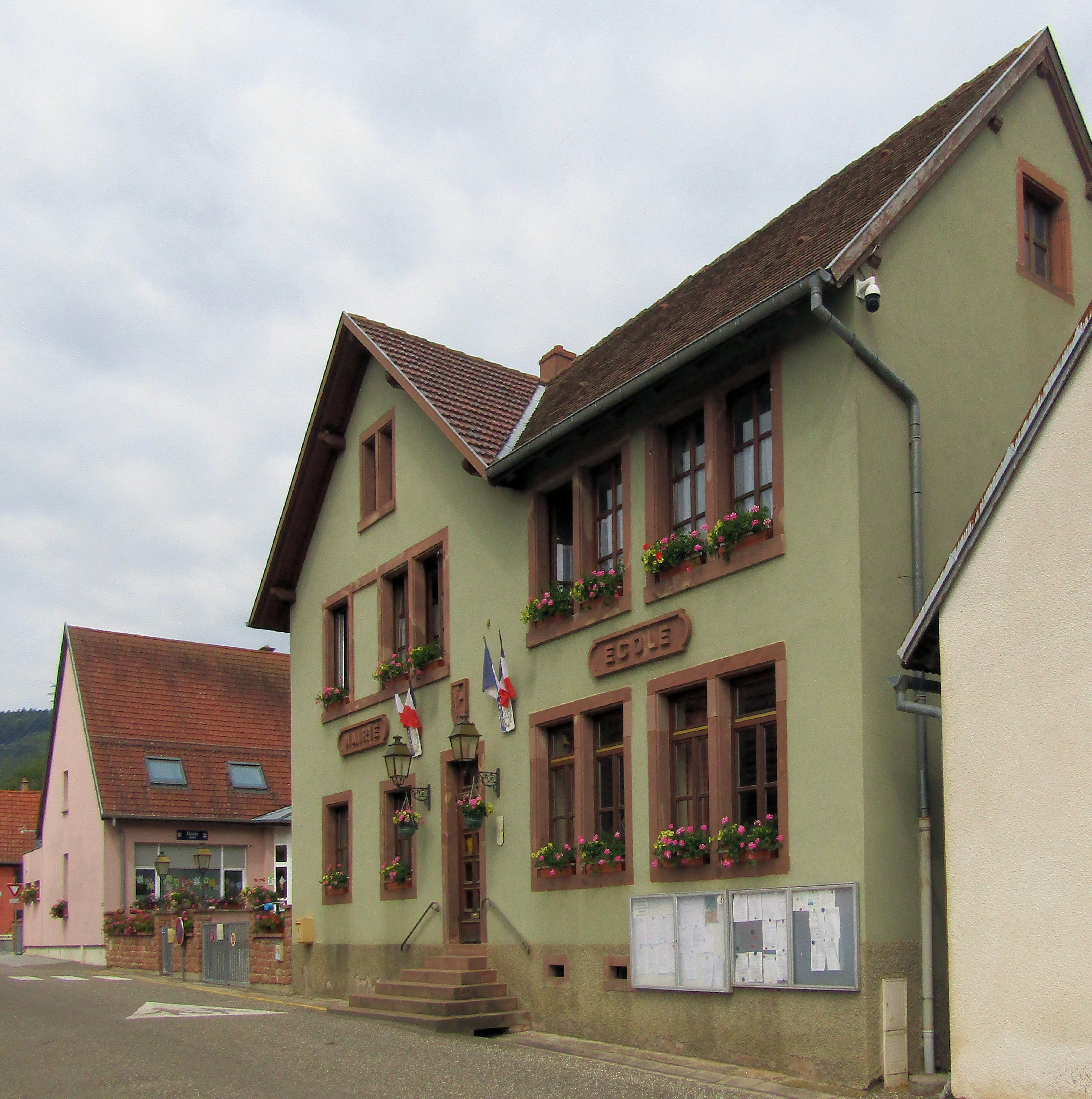
La mairie-école.

### Liste des maires
| Période                                  | Période                   | Identité                                                                       | Étiquette | Qualité                                       |
| ---------------------------------------- | ------------------------- | ------------------------------------------------------------------------------ | --------- | --------------------------------------------- |
| Les données manquantes sont à compléter. |                           |                                                                                |           |                                               |
| 10 décembre 1919                         |                           | Joseph Ehrhart                                                                 |           |                                               |
|                                          | mai 1925                  | Léon Rauner (1864–1947)                                                        |           |                                               |
| 17 mai 1925                              | mars 1965                 | Joseph Uhlmann (1897–1981) Mandat interrompu de mars 1940 à mai 1945           |           | Cultivateur                                   |
| 27 mars 1965                             | décembre 1972             | Joseph Vogler (1939–2011) Réélu le 24 mars 1971. Démissionne en décembre 1972. |           | Menuisier                                     |
| 22 décembre 1972                         | mars 1983                 | Michel Uhlmann (1924–2018) Réélu le 25 mars 1977.                              |           | Forgeron                                      |
| 17 mars 1983                             | En cours (au 31 mai 2020) | Marcel Blaes, Réélu pour le mandat 2020-2026                                   | DVD       | Ajusteur, puis chef d'équipe à partir de 1995 |

## Population et société

### Démographie
L'évolution du nombre d'habitants est connue à travers les recensements de la population effectués dans la commune depuis 1793. Pour les communes de moins de 10 000 habitants, une enquête de recensement portant sur toute la population est réalisée tous les cinq ans, les populations de référence des années intermédiaires étant quant à elles estimées par interpolation ou extrapolation. Pour la commune, le premier recensement exhaustif entrant dans le cadre du nouveau dispositif a été réalisé en 2005.

En 2022, la commune comptait 196 habitants, en évolution de +4,26 % par rapport à 2016 (Bas-Rhin : +3,17 %, France hors Mayotte : +2,11 %).
| 1793 | 1800 | 1806 | 1821 | 1831 | 1836 | 1841 | 1846 | 1851 |
| ---- | ---- | ---- | ---- | ---- | ---- | ---- | ---- | ---- |
| 191  | 197  | 196  | 231  | 253  | 301  | 290  | 235  | 251  |

| 1856 | 1861 | 1866 | 1871 | 1875 | 1880 | 1885 | 1890 | 1895 |
| ---- | ---- | ---- | ---- | ---- | ---- | ---- | ---- | ---- |
| 245  | 244  | 261  | 232  | 223  | 192  | 176  | 170  | 176  |

| 1900 | 1905 | 1910 | 1921 | 1926 | 1931 | 1936 | 1946 | 1954 |
| ---- | ---- | ---- | ---- | ---- | ---- | ---- | ---- | ---- |
| 165  | 173  | 152  | 139  | 131  | 116  | 114  | 110  | 111  |

| 1962 | 1968 | 1975 | 1982 | 1990 | 1999 | 2005 | 2006 | 2010 |
| ---- | ---- | ---- | ---- | ---- | ---- | ---- | ---- | ---- |
| 108  | 98   | 88   | 93   | 107  | 167  | 174  | 174  | 178  |

| 2015 | 2020 | 2022 | - | - | - | - | - | - |
| ---- | ---- | ---- | - | - | - | - | - | - |
| 188  | 197  | 196  | - | - | - | - | - | - |

## Culture locale et patrimoine

### Lieux et monuments
- Église Saint-Joseph (1824).
- Fontaine monumentale.

Cette fontaine est située au centre du village au croisement de la rue de Birkenwald, de la Grand'Rue, de la rue de l'École et de la rue Holzgasse. Elle est indiquée sur le plan cadastral de 1821 et porte la date très effacée de 1853. Elle accueille chaque année un sapin de Noël de taille remarquable, mis en place par la commune.

### Héraldique
| Blason de Hengwiller | Blason  | Parti : au premier d'argent au lion de gueules accompagné de onze billettes d'azur ordonnées en orle, au second de gueules aux deux fasces d'argent. |
| Blason de Hengwiller | Détails | |